# Lauharulla
Lauharulla là một chi nhện trong họ Salticidae.